# Michael E. Arth
Michael E. Arth (* 27 de abril de 1953) es un artista estadounidense, paisajista, diseñador urbano, analista del futuro y autor.

## Arte
Michael E. Arth ha trabajado con una amplia gama de medios de comunicación, carteles de conciertos de rock a principios de 1970, impresiones originales como grabados, serigrafías y litografías, pintura, y fotografía. Un libro de gran formato de su obra, Michael E. Arth: Introspective (Introspectiva) 1972-1982, fue publicado en 1983. El enfoque cambió en 1986 hacia el hogar y diseño urbano. En 2007, en colaboración con el cineasta Blake Wiers,produjo su primer largometraje documental.

## Construcción y diseño urbano
Arth diseñó la construcción y el paisajismo de un pequeño número de residencias privadas en el Sur de California de 1986 a 2000, más
notablemente la "Casa de Lila", una construcción de siete pisos de estilo español integrado en una villa de la montaña de la cresta de Hollywood
Hills.
En 1999, Arth fundó algo más peatonal y ecológicamente orientado hacia una Nueva versión de urbanismo llamado Nuevo Urbanismo para peatones.
Su nuevo enfoque propone nuevas ciudades y barrios donde los árboles dan sombra a andenes peatonales y carriles para bicicletas en frente de todas las residencias y negocios, y con calles para automóviles en la parte trasera. La idea del carril peatonal no es del todo original (ejemplos de garajes dedescargue y con aceras al frente que se reemplazan las calles fueron construidas en Venice, California, en 1910), su ferviente énfasis en este punto hace su trabajo único.
Arth dice que vivir en lo que él llama una "Pueblo de Peatones", combinado con un barrio mixto o el centro del pueblo, mejorará una amplia gama de problemas relacionados con la vida urbana. 
Construir un proyecto de este tipo cerca del centro o de un área nueva en el pueblo reduce la cantidad de tiempo del viaje que normalmente se gasta en un automóvil, lo que aumenta la actividad física del dueño de la vivienda y el ahorro de energía. En pueblos de mayor densidad, Arth dice que esta nueva forma de vivienda reducidiría de manera significativa la dependencia al automóvil y por consiguiente pueblo y las ciudades aumentarían enormemente tanto su estética como la calidad de vida. También promueve la creación de similares servicios para peatones que se puedan ser incorporados a las ciudades. Los diseños de Arth y de su empresa, Pedestrian Villages Inc, desarrollan proyectos con base a los principios del Nuevo Urbanismo para Peatones.

## El barrio del jardín
En 2000, mientras trabajaba en un libro y el documental, Las Labores de Hércules: Soluciones Modernas a los problemas hercúleos 12, Arth encontró un pequeño barrio pobre en DeLand, Florida, donde podría probar algunas de sus ideas. Posteriormente, compró treinta casas y negocios en ruinas, que él restauró durante un período de seis años, logrando apartar a los vendedores de droga y otros criminales y ganando el apoyo de la comunidad y una serie de premios. Él cambió el nombre de "Ciudad del Crack" al Barrio de Jardines Históricos. Arth aumentó la infraestructura existente con la plantación de árboles y la construcción de vías peatonales, jardines, patios, instalaciones y caminos para bicicletas en el barrio.
En 2004, Arth logró que se aprobaran el diseño y planeamiento del plan mixto que se desarrolló en el Barrio Histórico de Jardines y que ilustra los principales principios del Nuevo Urbanismo para peatones. "The Palm Garden" constará de veintiocho tiendas y restaurantes y un servicio de salud con vistas a un jardín tropical con piscinas y cascadas -todos en un libre paseo. Cincuenta y dos residencias están proyectadas en las plantas altas de los negocios. Al otro lado de la calle, la "Palm Garden Cottages", constará de doce casas frente a un carril peatonal con jardín y piscina comunitaria con su casa. Los garajes y los automóviles están situados en la parte trasera de calle con las casas que dan a la arbolada, sin coches en el carril de peatones al frente, de acuerdo con los principios NP. Estos nuevos proyectos se suspendieron desde 2007 debido a la degradación de la economía de La Florida.

## Solución a carencia de vivienda
En el 2007 un polémico proyecto propuesto por Arth para la solución nacional de viviendas para carenciados que incluía la construcción de aldeas peatonales (carfree)
un lugar de lo que él denomina "el enfoque del vendaje de la ayuda para el problema." Un prototipo, Tiger Bay Village, se propuso para construcción cerca a Daytona Beach, FL. Arth afirma que este lugar sería mejor para el tratamiento de las secuelas psicológicas, así como las necesidades psiquiátricas de las personas que carecen de hogar temporal y permanentemente, y que cuestan menos que los lugares que se usan en la actualidad. Las oportunidades de trabajo, incluyendo la construcción y el mantenimiento de las aldeas, así como la creación de organismos de la fuerza de trabajo pueden ayudar a que las aldeas sean financiera y socialmente viables.

## New Urban Cowboy
New Urban Cowboy, un documental en largometraje, que fue estrenado en abril del 2008. La película narra como Arth rehabilitó el Barrio Histórico de los Jardines en Deland, Florida y explica la filosofía que hay detrás de Nuevo Urbanismo para Peatones.

## UNICE
UNICE, Universal Network of Intelligent Conscious Entities ( Red Universal Inteligente Entidades Conscientes), es una visión del futuro que Arth ha venido desarrollando desde 1969. Él
inventó el término UNICE en la década de 1990 para describir la inteligencia consciente de que el predice "pronto nacerá en la Tierra de una interacción que funciona como una colmena entre las computadoras, los seres humanos, y la Internet." Arth considera que UNICE, en su forma colectiva e individual anuncia una Singularidad tecnológica, que puede producir vida inteligente, que saldr'a de la Tierra y luego se propagará en el espacio. Arth está trabajando en un libro y un documental sobre este tema.